# Де Андреа, Джузеппе
Джузеппе де Андреа (итал. Giuseppe De Andrea; 20 апреля 1930, Ривароло-Канавезе, королевство Италия — 29 июня 2016, Рим, Италия) — итальянский куриальный прелат и ватиканский дипломат. Заместитель секретаря Папского Совета по пастырскому попечению о мигрантах и странствующих с 1994 по 2 декабря 1999. Титулярный архиепископ Анцио с 28 июня 2001 по 29 июня 2016. Апостольский нунций в Кувейте, Йемене и Бахрейне, а так же апостольский делегат на Аравийском полуострове с 28 июня 2001 по 27 августа 2005. Апостольский нунций в Катаре с 29 ноября 2003 по 27 августа 2005.

## Образование
Он защитил степень лиценциата священного богословия в Папском Григорианском университете в Риме и получил степень магистра в Католическом университете Америки, Вашингтон, округ Колумбия.

## Карьера

### Ранняя карьера
Он был рукоположен в священника 21 июня 1953 года. С 1956 по 1958 год Де Андреа работал учителем в Кении.
В 1958 году он был направлен в католическую епархию Гринсбурга, штат Пенсильвания, где служил в приходах и различных католических учреждениях в течение двадцати лет.
С 1961 по 1964 год он был капелланом и профессором теологии в женском католическом Университете Сетон Хилл. С 1964 по 1967 год он был директором в школе Сент Джозеф Холл в Гринсбурге, штат Пенсильвания.

### Дипломатическая служба
В восьмидесятых годах архиепископ Де Андреа служил в представительстве Ватикана при Организации Объединенных Наций в Нью Йорке. В 1994 году он был назначен в Папский совет по пастырскому попечению о мигрантах и странствующих.
В 2001 году он был назначен титулярным архиепископом Анцио, а затем служил апостольским нунцием в Кувейте, Йемене, Бахрейне и Апостольским делегатом на Аравийском полуострове, с 2003 года также и апостольским нунцием в Катаре.
В 2005 году, по достижении возрастного лимита, Де Андреа покинул дипломатическую службу.

### Асессор Ордена Святого Гроба Господнего
С 2008 по 2013 год архиепископ Де Андреа был Асессором Ордена Святого Гроба Господнего. 
В 2011-2012 годах, после отставки Великого Магистра кардинала Джона Патрика Фоли из-за плохого состояния здоровья и вплоть до назначения преемником кардинала Эдвина Фредерика О'Брайена, он временно исполнял обязанности Великого Магистра.

#### Россия
В период служения исполняющим обязанности Великого Магистра, он посетил Москву для проведения первой церемонии инвеституры Магистерской делегатуры Ордена в России. В Общественной палате Российской Федерации по случаю его визита, Комиссия по межнациональным отношениям и свободе совести организовала круглый стол на тему: «Свобода совести в традициях европейско-христианской культуры», в котором Де Андреа принял участие.

## Семья
Он был сыном Антонио и Антуанетты (Маркетти) Де Андреа. Его старший брат Джованни де Андреа был священником, который тоже стал архиепископом и нунцием в различных странах. После смерти в Риме, Де Андреа был похоронен рядом со своим братом на кладбище в своем родном городе Ривароло-Канавезе.
В США его называли о. Джозеф де Андреа, и даже после того, как он стал архиепископом, предпочел остаться отцом Джо для своих прихожан.